# Tri Lễ, Lạng Sơn
Tri Lễ là một xã thuộc tỉnh Lạng Sơn, Việt Nam.
Xã Tri Lễ nằm ở phía tây huyện Văn Quan, cách thị trấn Văn Quan 18 km, cách thành phố Lạng Sơn 50 km. Xã nằm trên trục đường ĐT. 238B, có vị trí địa lý:
- Phía bắc giáp xã Tú Xuyên và xã Lương Năng
- Phía đông giáp xã Bình Phúc và xã Yên Phúc
- Phía nam giáp huyện Chi Lăng và xã Hữu Lễ
- Phía tây giáp huyện Bắc Sơn.

Xã Tri Lễ có diện tích 49,06 km², dân số năm 1999 là 3.854 người, mật độ dân số đạt 79 người/km².
Theo thống kê năm 2019, xã Tri Lễ có diện tích 49,06 km², dân số là 4.191 người, mật độ dân số đạt 85 người/km².
Phần lớn diện tích là đồi núi, địa hình chia cắt phức tạp. Diện tích rừng chiếm tỉ lệ khá cao, đất nông nghiệp tập trung chủ yếu ở chân núi và thung lũng, sườn đồi thoải. Dân cư sống tập trung ở các trục đường chính, dưới các thung lũng.